# Isotoma ahiehie
Isotoma ahiehie är en urinsektsart som beskrevs av Christiansen och Bellinger 1992. Isotoma ahiehie ingår i släktet Isotoma och familjen Isotomidae. Inga underarter finns listade i Catalogue of Life.